# Terville Florange Olympique Club
Terville Florange Olympique Club är en volleybollklubb (damer) från Terville och Florange, Frankrike. Klubben grundades 1993 genom att lag från Terville och Florange gick samma. Den har som bäst kommit sexa i Ligue A (2020/2021). Den har också vunnit franska cupen i volleyboll för damamatörlag två gånger (2013 och 2019).